# Дробочник
Дробочник (на словенски: Drobočnik) е село в Словения, регион Горишка, община Толмин. Според Националната статистическа служба на Република Словения през 2015 г. селото има 26 жители.